# Кюляярви (река)
Кюляярви (в верхнем течении — Руоксоя) — река в России, протекает по Лахденпохскому району Карелии.

Исток — озеро Руйпонлампи недалеко от остановочного пункта 180 км линии железной дороги Хийтола — Сортавала. 

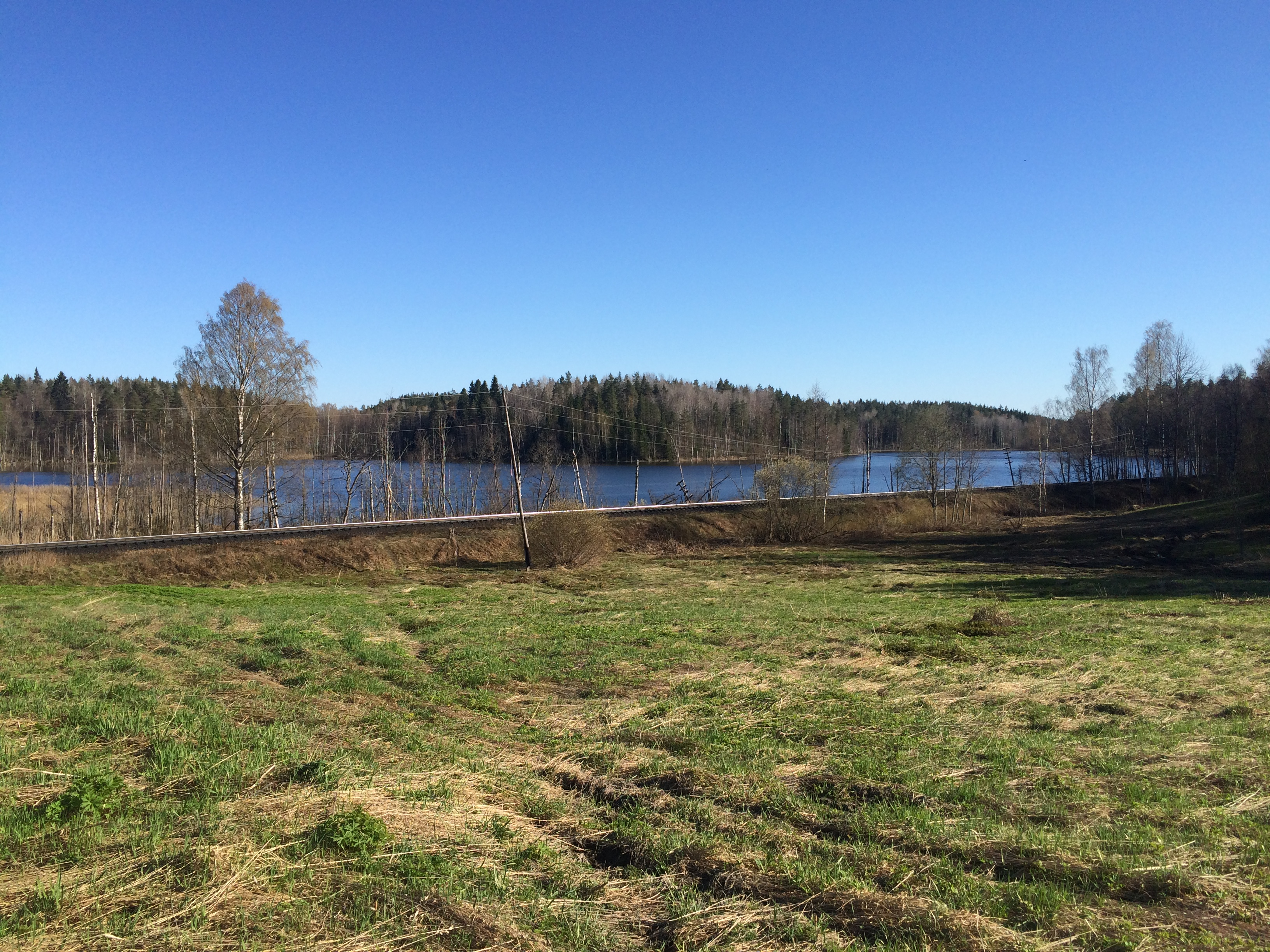
Исток Кюляярви — озеро Руйполампи

 Высота истока — 57,0 м над уровнем моря. Пересекает шоссе «Сортавала». Впадает в залив Расинселькя Ладожского озера восточнее Хийтолы, западнее посёлка Тиурула. Длина реки составляет 14 км, площадь водосборного бассейна — 28,2 км².

## Данные водного реестра
По данным государственного водного реестра России относится к Балтийскому бассейновому округу, водохозяйственный участок реки — Водные объекты бассейна озера Ладожское без рек Волхов, Свирь и Сясь, речной подбассейн реки — Нева и реки бассейна Ладожского озера (без подбассейна Свирь и Волхов, российская часть бассейнов). Относится к речному бассейну реки Нева (включая бассейны рек Онежского и Ладожского озера).
Код объекта в государственном водном реестре — 01040300212102000010634.